# Epieremulus laticeps
Epieremulus laticeps är en kvalsterart som beskrevs av Balogh 1963. Epieremulus laticeps ingår i släktet Epieremulus och familjen Caleremaeidae. Inga underarter finns listade i Catalogue of Life.